# Renata Castro Barbosa
Renata Castro Barbosa (Rio de Janeiro, 31 de janeiro de 1974) é uma atriz e humorista brasileira. Renata é neta do humorista Castro Barbosa.

## Carreira
Estreou em novelas em 1988, na novela Vale Tudo, como Flávia. Mas seu primeiro papel de destaque foi em Tieta como a jovem Leticia, par romântico de Danton Mello. Entre 1996 e 1998, interpretou Artemísia, no seriado infantil Caça Talentos, de Angélica. Seu papel recente de maior destaque foi de Gislene, a bigoduda rival de Marinete em A Diarista. Também integrou o elenco de Quem Vai Ficar com Mário?, que por dois anos foi exibido como especial de fim de ano na TV Globo.
Também interpretou a namorada de Bruno Mazzeo (com quem foi casada na vida real) nas duas primeiras temporadas de Cilada, seriado de humor exibido pelo canal Multishow. Saiu para interpretar Cida em O Profeta. em 2007, Esteve no elenco de Sete Pecados, onde interpretou Adalgisa. Em 2009, viveu Cléo na novela Caras & Bocas, Em 2010, participou dos seriados S.O.S. Emergência e Junto & Misturado. Entrou em 2015 para o elenco do programa humorístico Zorra, após a reformulação do antigo Zorra Total, onde ainda atua.

## Filmografia

### Televisão
| Ano       | Título                             | Personagem                         | Notas                                                  |
| --------- | ---------------------------------- | ---------------------------------- | ------------------------------------------------------ |
| 1988      | Vale Tudo                          | Flávia                             |                                                        |
| 1989      | Tieta                              | Letícia Pires                      |                                                        |
| 1990      | Delegacia de Mulheres              | Lúcia                              | Episódio: "Um Ato de Amor"                             |
| 1990      | Mico Preto                         | Irene                              |                                                        |
| 1991      | Os Trapalhões                      | Branca de Neve                     | Episódio: "Branca de Neve e os Quatro Anões"           |
| 1993      | Sonho Meu                          | Carla                              |                                                        |
| 1994      | Tropicaliente                      | Karlinha                           | Episódio: "30 de outubro"                              |
| 1994      | Pátria Minha                       | Fernanda                           | Episódio: "28 de novembro"                             |
| 1995      | Malhação                           | Susana                             | Episódio: "20 de agosto"                               |
| 1996      | Você Decide                        | Fernanda                           | Episódio: "O Professor"                                |
| 1996–99   | Caça Talentos                      | Fada Artemísia                     |                                                        |
| 1999      | Mulher                             | Elisa                              | Episódio: "As Três Marias"                             |
| 2001      | Porto dos Milagres                 | Bela                               |                                                        |
| 2004–06   | A Diarista                         | Gislene (Xirlene / Buçuda)         | Temporadas 1–3                                         |
| 2005      | Quem Vai Ficar com Mário?          | Manuela                            | Especial de fim de ano                                 |
| 2006      | Avassaladoras: A Série             | Sara                               | Episódio: "Ex é Demais"                                |
| 2006      | O Profeta                          | Aparecida (Cida)                   |                                                        |
| 2007      | Sete Pecados                       | Adalgisa                           |                                                        |
| 2008      | Casos e Acasos                     | Rafaela                            | Episódio: "A Vaga, uma Entrevista e o Cachorro Quente" |
| 2009      | Caras & Bocas                      | Cléo Foster                        |                                                        |
| 2010      | S.O.S. Emergência                  | Amanda Teixeira                    | Episódio: "Tem Pai Que é Cego"                         |
| 2010–13   | Junto & Misturado                  | Vários personagens                 |                                                        |
| 2011      | Aquele Beijo                       | Palestrante                        | Participação                                           |
| 2012      | Fina Estampa                       | Marisa                             | Episódio: "8 de março"                                 |
| 2012      | As Brasileiras                     | Keila                              | Episódio: "A Sexóloga de Floripa"                      |
| 2012      | Tapas & Beijos                     | Helena Tavares                     | Episódio: "Amizade em Xeque"                           |
| 2012      | A Grande Família                   | Apresentadora d'A Família Perfeita | Episódio: "O Desaniversário do Lineu"                  |
| 2013      | Adorável Psicose                   | Drª. Bocquet                       | Episódio: "A Nova Natália" Episódio: "A Maldição"      |
| 2013      | Amor à Vida                        | Marilda Fernandes                  |                                                        |
| 2015      | Treme Treme                        | Barbie                             | Temporada 1                                            |
| 2015–2020 | Zorra                              | Vários personagens                 |                                                        |
| 2020      | Isso é Muito Minha Vida            | Kaliandra                          | Episódio: "15"                                         |
| 2023      | Minha Mãe Cozinha Melhor que a Sua | Participante (2. lugar)            |                                                        |
| 2023      | Travessia                          | Vera                               | Episódio: "21 de março"                                |
| 2023      | A Magia de Aruna                   | Teresa Sampaio                     |                                                        |

### Cinema
| Ano  | Título                            | Personagem     |
| ---- | --------------------------------- | -------------- |
| 1998 | Prostação                         | Camila         |
| 1998 | Resumo                            | Mulher         |
| 1998 | O Ensaio                          | Beatriz        |
| 1999 | Pérfido Trago                     | Freira         |
| 1999 | Zoando na TV                      | Marly          |
| 2002 | Avassaladoras                     | Tania          |
| 2004 | Um Show de Verão                  | Frângela       |
| 2004 | Jóia                              | Gia            |
| 2012 | E Aí... Comeu?                    | Paula          |
| 2014 | Ninguém Entra, Ninguém Sai        | Edilene        |
| 2024 | Mallandro, o Errado Que Deu Certo | Entrevistadora |

## Teatro
- 1991 - Só A Farsa do Advogado Pathelin - Direção: Márcio Augusto
- 1993 - Só Namoro – Texto de Ilder Miranda Costa - Direção: Francis Mayer
- 1994 - Terceiro Sinal - Texto e direção Jonas Bloch
- 1994 - Só Eu Falo  - Texto e direção Duda Ribeiro
- 1994 - Soul 4 – Manuela Dias Direção: Luiz Salém
- 1995 - Point – Yoia Wurch Direção: Isabela Sechinn
- 2002 - Ângelo, tirano de Pádua - Victor Hugo e Direção de Marcos Afonso Braga
- 2002 - Meninas de Rua - Direção: Brenda Mariano
- 2002 - Nem Morto – Direção: Yoya Wurch
- 2003 - Balada – Texto de Fernando Ceylão e Direção de Cláudio Torres Gonzaga
- 2006 - Quem É Que Manda? - Texto e direção Duda Ribeiro
- 2006 - Os Famosos Quem? - Texto de Bruno Mazzeo e Direção de Cláudio Torres Gonzaga
- 2007 - Toalete - Texto de Walcyr Carrasco e Direção de Cininha de Paula
- 2010 - Alucinadas - Texto de Bruno Mazzeo, Fábio Porchat, Luciana Fregolente, Elisa Palatnik, Maurício Rizzo e Rosana Ferrão e Direção de Victor Garcia Peralta